# والنتینو فیوت
والنتینو فیوت (انگلیسی: Valentino Fiévet؛ زادهٔ ۱۴ فوریهٔ ۱۹۹۱) بازیکن فوتبال اهل فرانسه است.
از باشگاه‌هایی که در آن بازی کرده‌است می‌توان به باشگاه فوتبال اوئسکا و باشگاه فوتبال اکسترمادورا اشاره کرد.